# Bernhard von Welczeck
Bernhard Joseph Ernst Karl Freiherr von Welczeck, ab 1894 Graf von Welczeck (* 29. Januar 1844 in Laband; † 16. Januar 1917 ebenda) war ein deutscher Diplomat und Politiker.

## Leben
Bernhard von Welczeck, aus dem Uradelsgeschlecht v. Welczeck stammend, war ein Sohn des Herrschaftsbesitzers Bernhard Reichsfreiherr von Welczeck und seiner Frau Marie, geb. Reichsfreiin von Saurma-Jeltsch. Er studierte Rechtswissenschaften in Breslau, Bonn und Berlin. In Bonn wurde er Mitglied des Corps Borussia. Er trat in den Auswärtigen Dienst ein und war unter anderem Legationssekretär in St. Petersburg und Geschäftsträger in Madrid.
Bernhard von Welczeck gehörte dem Preußischen Herrenhaus und dem schlesischen Provinziallandtag an.
Am 19. November 1894 wurde er in den erblichen preußischen Grafenstand erhoben, verknüpft an die Erstgeburt und den Alleinbesitz des Familienfideikommisses.

## Familie
Bernhard von Welczeck heiratete am 7. August 1872 in Sagan Louise Gräfin von Hatzfeldt zu Trachenberg (* 7. Januar 1852 in Paris; † 3. März 1909 in Sanremo). Sie war die Tochter des preußischen Diplomat Maximilian Graf von Hatzfeldt (1813–1859) und der Gräfin Rachel Elisabeth Pauline de Castellane (1823–1895). Das Paar hatte einen Sohn und zwei Töchter:
- Maria Rosario (* 5. Oktober 1873 in Laband; † 2. Juli 1943 in Bayrischzell) ⚭ Clemens Philipp Erwein Graf von Schönborn-Wiesentheid (1855–1938)
- Olga Maria (* 9. November 1875 in Laband; † 8. April 1928 in Bayrischzell) ⚭ (1) Karl Graf Strachwitz von Gross-Zauche und Camminetz (1867–1916); (2) Friedrich Freiherr von Ziegler und Klipphausen (1879–1919)
- Johannes Bernhard (* 2. September 1878 in Laband; † 11. Oktober 1972 in Marbella) ⚭ Luisa Balmaceda y Fontecilla (1886–1973)